# ザ・コンピニオン
『ザ・コンピニオン』は、1982年4月4日から1983年3月27日まで、朝日放送の制作により、テレビ朝日系列局で放送されていた情報番組である。富士通の一社提供。放送時間は毎週日曜 8:30 - 9:00 （日本標準時）。
本項は『ザ・コンピニオン』のリニューアル番組である『ハロー!コンピニオン』（1983年4月3日 - 同年9月25日毎週日曜 8:30 - 9:00 〈日本標準時〉放送）も含む。

## 概要
電話回線を利用した、会員制のアンケート番組。朝日放送本社スタジオからの生放送。番組タイトルの「コンピニオン」とは、コンピュータとオピニオンを合わせた造語である。司会は関口宏が、アシスタントは大島智子が務めていた。これに、毎週1名のゲストパネラーが加わる形であった。
登録済み会員に対して、毎週3～4問程度の選択式アンケートが出題され、司会とゲストパネラーによるトークの間に集計した結果を、富士通の当時のパソコン・FUJITSU MICRO 8/FUJITSU MICRO 7で表示するスタイルで進行していた。出題内容は、放送日前後の季節やイベントに絡むもの、慣習に対する意見、当時の社会情勢に対する意見など多岐に渡り、生放送でその瞬間のオピニオンを見せていく趣向であった。
朝日放送では、本番組のアンケートシステムを活用した、近畿地区ローカルの「電話でドン！」というバラエティー番組も放送していた。
富士通の提供番組であることから、番組の放送時間中には同グループの企業CMが放送されていた。
1983年4月3日から『ハロー!コンピニオン』にリニューアルされ、1983年9月25日まで続いた。

## ネット局
特筆の無い限り全て同時ネット。朝日放送テレビについては、全国高校野球選手権大会中継放送日は生中継優先のため休止、裏送りのみとしたが、生放送のため、後日改めて放送したかについては不明
- 朝日放送テレビ（制作局）
- 北海道テレビ
- 東日本放送
- 福島放送
- テレビ朝日
- 静岡けんみんテレビ
- 富山テレビ（フジテレビ系列であるが、同時ネットで放送されていた[2]）
- 名古屋テレビ
- 広島ホームテレビ
- 瀬戸内海放送
- 九州朝日放送
- 鹿児島放送（放送期間中の1982年10月1日に開局したため、2日後の10月3日からネット開始）。